# Benue
Benue est un État de l'est du Nigeria situé sur la rivière Bénoué dont il tire son nom. Il a pour capitale la ville de Makurdi.

## Géographie
L'État est bordé au sud par les États de Cross River, d'Ebonyi et d'Enugu, à l'ouest par l'État de Kogi, au nord par l'État de Nassarawa, au nord est par l'État de Taraba. Il possède quelques kilomètres de frontière avec le Cameroun au sud-est.
| Nassarawa     | Nassarawa     | Taraba     |
| Kogi          | État de Benue | Adamawa    |
| Enugu, Ebonyi | Cross River   | Nord-Ouest |

Les principales villes, outre la capitale Makurdi, sont :
Gboko, Katsina-Ala, Adikpo, Otukpo, Korinya, Aliade, Otukpa, Lessel, Oju, Okpoga, Awajir, Agbede, Ikpayongo et Zaki-Biam.

## Histoire
L'État de Benue a été créé le 3 février 1976 d'un découpage de l'ancien État de Benue-Plateau.
En janvier 2018, des conflits entre éleveurs musulmans et agriculteurs chrétiens font près de 80 morts, à la suite d'une loi interdisant aux éleveurs de se déplacer à l'intérieur de l'État.

## Économie
L'agriculture est la principale branche de l'économie. Avec 70 % de la production du pays, l'État est notamment un important producteur de soja. Les principaux autres produits cultivés étant : l'igname, le riz, les haricots, le manioc, les pommes de terre, le maïs, le sorgho et le millet.
Le sous-sol est aussi très riche, notamment en calcaire et kaolin, mais contient aussi du gypse, du gaz naturel, du sel, du pétrole, du zinc, du sulfate de baryum, du charbon, ou de la calcite.

## Culture

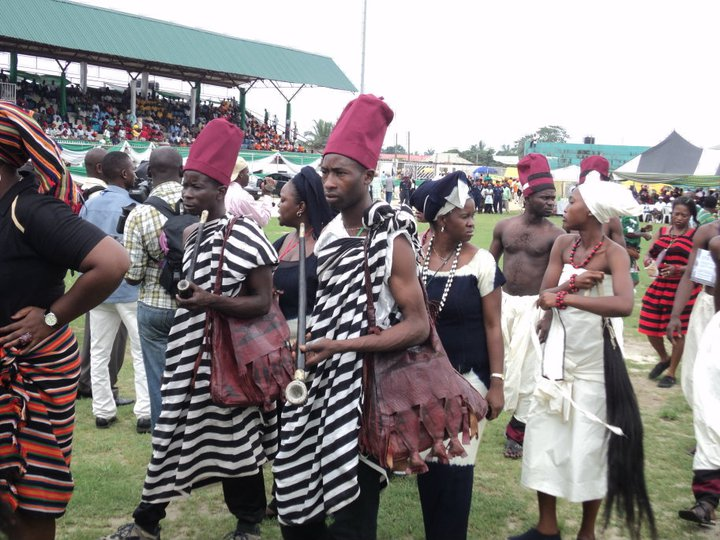
Délégation de l'État de Benue lors d'un festival culturel.

Le tiv (majoritaire dans 14 LGA) et l'idoma (majoritaire dans 9 LGA) sont les deux principales langues parlées dans l'État.

## Divisions
L'État de Benue est divisé en 23 zones de gouvernement local : Ado, Agatu, Apa, Buruku, Gboko, Guma, Gwer East and Gwer West, Katsina-Ala, Konshisha, Kwande, Logo, Obi, Ogbadibo, Ohimini, Oju, Okpokwu, Tarka, Otukpo, Ukum, Makurdi et Vandeikya.

## Gouverneurs
| Nom                                | Début           | Fin            | Statut         | Parti                             |
| ---------------------------------- | --------------- | -------------- | -------------- | --------------------------------- |
| Capitaine Abdullahi Shelleng       | mars 1976       | juillet 1978   | Gouverneur     | Régime militaire                  |
| Colonel Adebayo Hamid Lawal        | juillet 1978    | octobre 1979   | Gouverneur     | Régime militaire                  |
| Monsieur Aper Aku                  | octobre 1979    | décembre 1983  | Gouverneur     | Parti national du Nigeria         |
| Gén.de Brigade John Atom Kpera     | janvier 1984    | août 1985      | Gouverneur     | Régime militaire                  |
| Capitaine David Jonah Jang         | août 1985       | août 1986      | Gouverneur     | Régime militaire                  |
| Colonel John Yohanna A. Madaki     | août 1985       | septembre 1986 | Gouverneur     | Régime militaire                  |
| Colonel Ishaya Bakut               | septembre 1986  | 1987           | Gouverneur     | Régime militaire                  |
| Colonel Idris Garba                | 1987            | 1987           | Gouverneur     | Régime militaire                  |
| Lieut.-Col. Fidelis Attahiru Makka | décembre 1987   | janvier 1992   | Gouverneur     | Régime militaire                  |
| M. l'Abbé Moses Orshio Adasu       | janvier 1992    | septembre 1993 | Gouverneur     | Parti démocratique social         |
| Capitaine Joshua O. Obademi        | 9 décembre 1993 | 22 août 1996   | Administrateur | Régime militaire                  |
| Lieut.-Col. Aminu Isa Kontagora    | 22 août 1996    | 12 août 1998   | Administrateur | Régime militaire                  |
| Colonel Dominic Oneya              | 12 août 1998    | 29 mai 1999    | Administrateur | Régime militaire                  |
| Monsieur George Akume              | 29 mai 1999     | 29 mai 2007    | Gouverneur     | Parti démocratique populaire      |
| Monsieur Gabriel T. Suswam         | 29 mai 2007     | 29 mai 2015    | Gouverneur     | Parti démocratique populaire      |
| Monsieur Samuel Orthom             | 29 mai 2015     | 29 mai 2023    | Gouverneur     | Congrès de tous les progressistes |